# Fiú egyéni toronyugrás a 2018. évi nyári ifjúsági olimpiai játékokon
A fiú egyéni 10 méteres toronyugrást a 2018. évi nyári ifjúsági olimpiai játékokon október 16-án rendezték meg. Délelőtt a selejtezőt, késő délután pedig a döntőt.
A versenyszámot a 16 esztendős mexikói Randal Willars nyerte 609,80 ponttal, egy szoros küzdelmet követően a kínai Lien Csün-csie (Lian Junjie) előtt, míg a bronzérmet az orosz Ruszlan Ternovoj szerezte meg.

## Eredmény
| #  | Ország                 | Név                          | Selejtező | Selejtező | Döntő   | Döntő  |
| #  | Ország                 | Név                          | Rangsor   | Pontok    | Rangsor | Pontok |
| -- | ---------------------- | ---------------------------- | --------- | --------- | ------- | ------ |
|    | Mexikó (MEX)           | Randal Willars Valdez        | 2         | 544,80    | 1       | 609,80 |
|    | Kína (CHN)             | Lien Csün-csie (Lian Junjie) | 1         | 595,10    | 2       | 600,05 |
|    | Oroszország (RUS)      | Ruszlan Ternovoj             | 3         | 524,05    | 3       | 596,85 |
| 4  | Malajzia (MAS)         | Jellson Jabillin             | 4         | 514,05    | 4       | 513,25 |
| 5  | Németország (GER)      | Lou Massenberg               | 8         | 453,75    | 5       | 493,80 |
| 6  | Ukrajna (UKR)          | Oleh Szerbin                 | 6         | 493,95    | 6       | 486,50 |
| 7  | Görögország (GRE)      | Nikolasz Molvalisz           | 9         | 445,30    | 7       | 460,95 |
| 8  | Olaszország (ITA)      | Antonio Volpe                | 11        | 405,95    | 8       | 453,35 |
| 9  | Kanada (CAN)           | Bryden Hattie                | 5         | 505,70    | 9       | 439,85 |
| 10 | Egyesült Államok (USA) | Jack Matthews                | 12        | 387,60    | 10      | 438,25 |
| 11 | Románia (ROU)          | Aurelian Dragomir            | 10        | 443,85    | 11      | 423,75 |
| 12 | Kolumbia (COL)         | Daniel Restrepo García       | 7         | 454,95    | 12      | 370,85 |